# Uno-due
Nel calcio viene chiamata uno-due una tattica di passaggio del pallone, altrimenti conosciuta come dai e vai.

## Storia
L'invenzione della tattica è riconducibile all'allenatore inglese Arthur Rowe, sulla panchina del Tottenham dal 1949 al 1955. Lo stesso Rowe dichiarò, tuttavia, di essersi ispirato allo scozzese Peter McWilliam.
Apportando tale schema al loro gioco, gli Spurs furono promossi in Premier League nel 1950 e l'anno seguente vinsero il titolo. Mai era successo, fin lì, che una squadra inglese vincesse in due stagioni consecutive i campionati di seconda e prima divisione.

## La tattica
L'uno-due consiste nel passaggio del pallone ad un compagno di squadra, ricevendo poi la sfera – di ritorno – dopo aver superato il diretto marcatore. L'accorgimento si rivelò particolarmente utile in moduli nei quali la disposizione in campo dei calciatori risultava fluida, e non rigida; fu inoltre ritenuto un sistema più efficace dell'affrontare in dribbling gli avversari.
Il concetto di base, ovvero il passarsi il pallone in velocità, sarebbe poi sfociato – un paio di decenni più tardi – nel cosiddetto "calcio totale".